# Don't Tell Mom the Babysitter's Dead
Don't Tell Mom the Babysitter's Dead é um filme de 1991 dirigido por Stephen Herek e protagonizado por Christina Applegate.

## Elenco
Lista com o elenco de Don't Tell Mom the Babysitter's Dead:
- Christina Applegate .... Sue Ellen Crandell
- Joanna Cassidy .... Rose Lindsey
- John Getz .... Gus Brandon
- Josh Charles .... Bryan
- Keith Coogan .... Kenneth "Kenny" Crandell
- Concetta Tomei .... Mrs. Crandell
- David Duchovny .... Bruce
- Kimmy Robertson .... Cathy Henderson
- Jayne Brook .... Carolyn
- Eda Reiss Merin .... Mrs. Sturak
- Robert Hy Gorman .... Walter Crandell
- Danielle Harris .... Melissa Crandell
- Christopher Pettiet .... Zachary "Zach" Crandell
- Jeff Bollow .... Mole
- Michael Kopelow .... Hellhound
- Dan Castellaneta .... voz da Senhora Sturak